# Haus Eyll (Kamp-Lintfort)

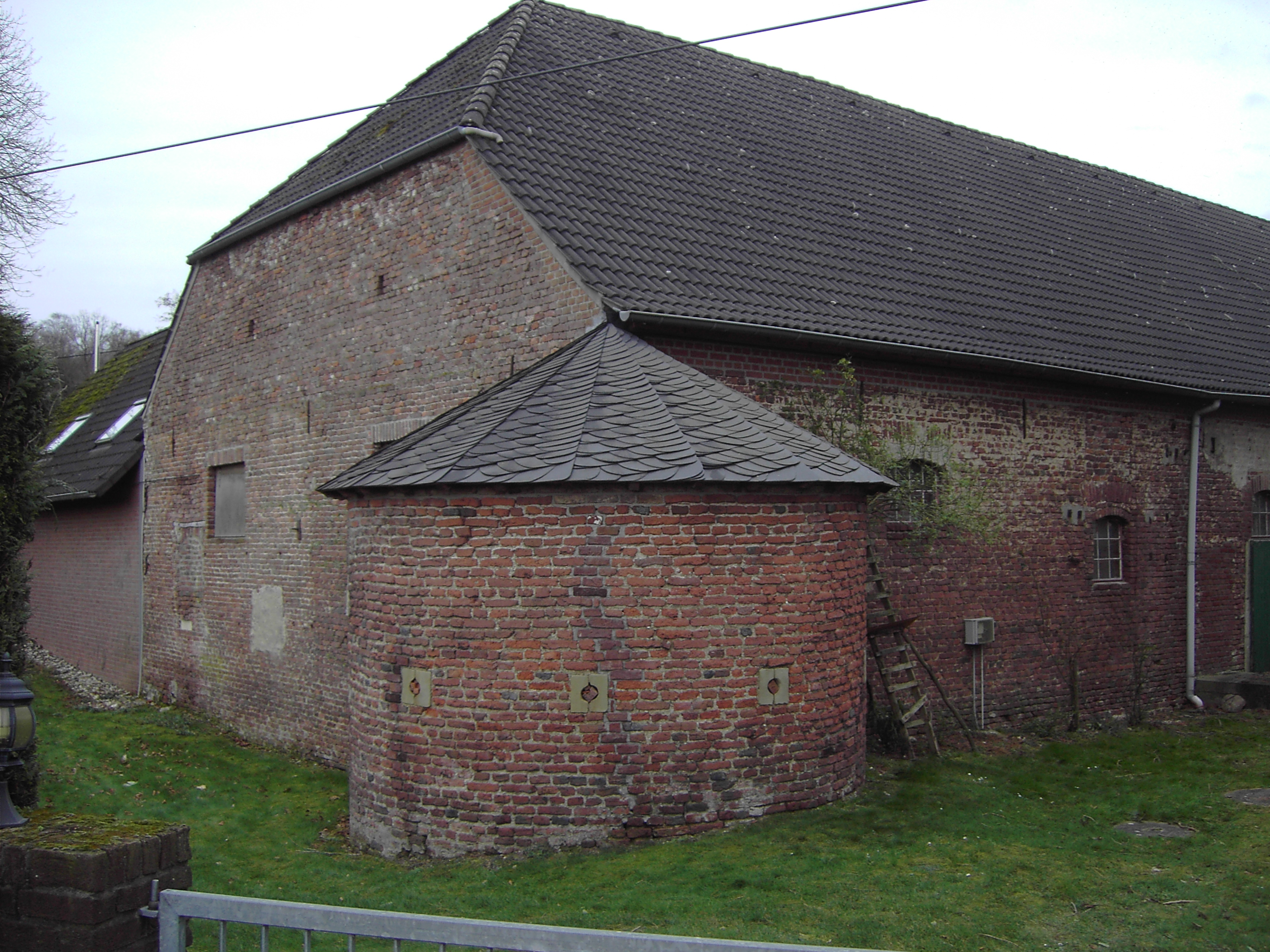
Haus Eyll (Kamp-Lintfort)

Haus Eyll ist eine ehemalige Wasserburg und ein ehemaliger Herrensitz in Kamp-Lintfort.

## Beschreibung
Die Anlage besteht aus einer Innenhoffläche, die von zwei parallel auf der westlichen und östlichen Seite gegenüberstehenden eingeschossigen Wirtschaftsgebäuden mit Krüppelwalmdächern flankiert wird. Auf der südlichen Seite befand sich der Burgpalas, der später in der ersten Hälfte des 19. Jahrhunderts durch ein schlossartiges Herrenhaus ersetzt wurde.
Das Herrenhaus war ein freistehender, zweigeschossiger verputzter Backsteinbau mit Walmdach,
mit einem hochaufragenden Kellergeschoss. Im Mittelteil befand sich ein Risalit, der mit einem spitzen Giebel abschloss und mit vier Pilastern, die über den Kapitellen als Rundbögen abschlossen. Die Schaufassade bestand aus insgesamt neun Fensterachsen, drei davon als Rundbogenfenster im Risalit.
Von der alten Burg, die heute als Hof bewirtschaftet wird, ist nicht mehr viel übrig. Gut erhalten ist allerdings noch eine Begrenzungsmauer, heute als Außenmauer eines Stalls genutzt. Hier sind noch die Schießscharten der ehemaligen Verteidigungsanlage gut zu erkennen, mit angrenzendem runden Turm an der Nordwestecke. Die gesamte Hofanlage umgab ein Wassergraben, der vom  Eyllsche Kendel  gespeist wurde.

## Geschichte
Vermutlich 1144 erbaut, bot Haus Eyll in den Jahrhunderten des Mittelalters nicht nur der eigenen Familie Schutz, sondern auch den umliegenden Bewohnern. Wiederholt ist die Burg aber erobert und verwüstet worden. Der Achtzigjährige Krieg (1568–1648), ebenfalls der Dreißigjährige Krieg und auch der Siebenjährige Krieg (1756–1763) ließen erhebliche Zerstörungen an dem Bauwerk zurück.
Das Adelsgeschlecht von Eerde, das wir schon im 17. Jahrhundert im altgeldrischen Quartier von Zutphen begütert finden, kam um 1720 an den Niederrhein. Damit erbte Friedrich Heinrich Melchior das Haus Eyll bei Kamp (heute Kreis Wesel). Ein vor dem Reichskammergericht zu Wetzlar geführter Prozess um diese Erbschaft hinderte den Freiherrn vorerst daran, das Haus Eyll zu beziehen. Er kaufte das Haus Erprath bei Tönisberg und bezog dort Wohnung. Mit diesem Hause war die Berechtigung zum Gelderner Landtage verbunden.
Das allodialen Haus Eyll, war ursprünglich von dem Schloss Eerde bei Ommen in der niederländischen Provinz Overijssel stammenden katholischen Familie von Eerde erst 1757 nach einem längerwierigen Erbschaftsstreit vor dem Reichskammergericht zuerkannt worden. Das Haus Eyll ist im Zuge der Streitigkeiten 1720 von Johanna Catherina v. Pallant durch ein Testament an die Familie von Eerde gefallen. Den Freiherrentitel führt die Familie, die zum niederländischen Uradel gezählt wird, spätestens seit 1687.
Schäden erlitt die Burg in den Jahren der französischen Besetzung von 1794 bis 1814. Von den Bewohnern verlassen, war sie der Willkür der umherstreifenden Soldaten ausgesetzt. Der Verfall der Burg war nicht mehr aufzuhalten. In den 1920er Jahren des vorigen Jahrhunderts stürzte östliche Teil des Gutshauses ein. Die Ruine wurde in den 1980er Jahren abgebrochen. Auf den Fundamenten steht heute das neue Wohnhaus der Familie. Auf Initiative der Besitzer wurde 1986 mit Mitteln der Denkmalpflege ein alter Eckturm restauriert. Die Schlosskapelle wurde vermutlich um 1430/32 errichtet und gehörte zum freiadeligen Hause Eyll.
Sie wurde durch Tillmann von Eyll als Schlosskapelle im gotischen Stil errichtet. Über mehrere Jahrhunderte hinweg diente sie den Herren auf Eyll, die auch die Geistlichen unterhielten, als Grablege. Um 1796 wurde die vermutlich im 17. Jahrhundert entstandene Pfarre Eyll mit der Pfarre Kamp vereinigt, doch dauerte dieser Zusammenschluss nicht lange an.